# Ярославківська сільська рада
Ярославківська сільська рада — колишня адміністративно-територіальна одиниця та орган місцевого самоврядування у Вчорайшенському (Бровківському) і Ружинському районах Бердичівської округи, Київської та Житомирської областей Української РСР з адміністративним центром у селі Ярославка.

## Населені пункти
Сільській раді на час ліквідації були підпорядковані населені пункти:
- с. Ярославка.

## Населення
Відповідно до перепису населення СРСР, станом на 17 грудня 1926 року, чисельність населення ради становила 1 331 особу, з них, за статтю: чоловіків — 626, жінок — 705, етнічний склад: українців — 1 331. Кількість господарств — 290, з них несільського типу — 3.

## Історія та адміністративний устрій
Створена 1923 року в с. Ярославка Мало-Чернявської волості Бердичівського повіту Київської губернії. 7 березня 1923 року включена до складу новоутвореного Бровківського (згодом — Вчорайшенський) району Бердичівської округи. 5 лютого 1931 року, внаслідок ліквідації Вчорайшенського району, сільська рада увійшла до складу Ружинського району Української СРР. 17 лютого 1935 року, відповідно до постанови Президії ВУЦВК «Про склад нових адміністративних районів Київської області», сільську раду включено до складу відновленого Вчорайшенського району Київської області.
Станом на 1 вересня 1946 року сільська рада входила до складу Вчорайшенського району Житомирської області, на обліку в раді перебувало с. Ярославка.
Ліквідована 11 серпня 1954 року, відповідно до указу Президії Верховної ради Української РСР «Про укрупнення сільських рад по Житомирській області», територію ради та с. Ярославка приєднано до складу Крилівської сільської ради Вчорайшенського району Житомирської області.